# Molly Knox Ostertag
Molly Knox Ostertag (28 de outubro de 1991) é uma cartunista e escritora americana. Seu trabalho inclui a série animada The Owl House, o webcomic Strong Female Protagonist, a série de histórias em quadrinhos para jovens (The Witch Boy, The Hidden Witch e The Midwinter Witch) e a série Tales of the Night Watchman. Ela foi nomeada uma das 30 abaixo de 30 pela revista Forbes em 2021.

## Vida pregressa
Ostertag cresceu no interior do estado de Nova York. Ela frequentou o Bard College e estudou ilustração e desenho animado na School of Visual Arts (SVA) na cidade de Nova York, onde se formou em 2014. Ela se mudou do interior do estado de Nova York para Los Angeles em 2016.

## Carreira

### Histórias em quadrinhos

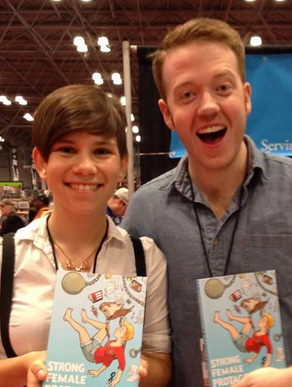
Ostertag com o escritor de Strong Female Protagonist, Brennan Lee Mulligan,

Como artista de quadrinhos, Ostertag desenha o webcomic de super-heróis Strong Female Protagonist, escrito por Brennan Lee Mulligan, desde 2012, e criou a arte para o quadrinho de fantasia Shattered Warrior escrito por Sharon Shinn (2017). Seu primeiro trabalho publicado surgiu em 2013 e 2014, quando ela desenhou duas edições de Tales of the Night Watchman para a So What? Press, “The Night Collector” (2013) e "It Came from the Gowanus Canal" (2014). Este último continua sendo um dos números mais vendidos da série. Em 2016, alguns de seus quadrinhos apareceram em uma antologia com outros artistas de quadrinhos intitulada Chainmail Bikini.
Em 2017, a Graphix publicou The Witch Boy, a primeira graphic novel escrita e desenhada por Ostertag. É a história de amadurecimento de um jovem garoto, Aster, que pretende se tornar um bruxo em uma comunidade onde se espera que os meninos se tornem metamorfos. A Fox Animation adquiriu os direitos do filme em maio de 2017, e uma sequência, The Hidden Witch, foi publicada em 2018. O terceiro livro da série, The Midwinter Witch, foi publicado em novembro de 2019. The Witch Boy foi posteriormente descrito por Daniel Toy, da CNN's Underscored, como uma “história mágica e emocionante [que] chamará a atenção dos jovens leitores”, que ensina aos leitores a “importância da aceitação e do amor” enquanto os críticos disseram que a história de Aster, que começa no primeiro livro, é "parábola da conformidade de gênero". Além disso, a amiga moleca de Aster, Charlotte "Chobservando que ela “usa principalmente os olhos de suas figuras e sua linguagem corporal para transmitir emoções”.arlie", que tem dois pais, é descrita como não se adequando às normas de gênero, até mesmo pela editora do livro Scholastic. Outras obras de Ostertag incluem a história em quadrinhos erótica Alleycat e a história em quadrinhos How the Best Hunter in the Village Met Her Death, pela qual recebeu o Prêmio Ignatz de Melhor História de 2018.
A Paste descreveu o design de personagens de Ostertag como "hábil e variado, com um traço grosso e escuro que lembra o de Faith Erin Hicks", observando que ela "usa principalmente os olhos de suas figuras e sua linguagem corporal para transmitir emoções". Um perfil da SVA descreveu seu trabalho como "apresentando consistentemente diversos elencos de personagens - multirraciais, de diferentes expressões de gênero, orientações sexuais e habilidades - cujas aventuras entrelaçam justiça social e super-heróis, pressão dos pares e poderes mágicos", e observou que seu "interesse principal está no conteúdo queer no trabalho para jovens adultos". Além disso, Erica Friedman, da Yuricon, uma fã de longa data de Ostertag, elogiou seu trabalho, Como a Melhor Caçadora da Vila Encontrou a Morte, chamando-o de um conto que ressoará com aqueles "que atravessaram suas próprias florestas escuras e se transformaram em seus verdadeiros eus".
Em 2021, uma história em quadrinhos de Ostertag, The Girl From The Sea, foi publicada. Ela descreveu-o como "romance gráfico de verão para adolescentes" ambientado na Nova Escócia, focado na história de uma garota coreana canadense de 15 anos chamada Morgan que se apaixona por uma selkie chamada Keltie. Ela observou que o livro é baseado, de certa forma, em sua experiência de passar os verões na Ilha Wilneff, na Nova Escócia, quando criança, e chamou o livro de sua "primeira incursão séria" no gênero romance. The Girl from the Sea foi finalista do Prêmio GLAAD Media de Melhor História em Quadrinhos Original/Antologia.
Em agosto de 2021, Ostertag estava entre um grupo de criadores com os quais o colega escritor de quadrinhos Nick Spencer fechou um acordo com a plataforma de boletins informativos por assinatura Substack para publicar histórias em quadrinhos, ensaios e guias de instrução de propriedade dos criadores nessa plataforma.
Em agosto de 2021, Ostertag estava entre um grupo de criadores com quem o colega escritor de quadrinhos Nick Spencer fechou um acordo com a plataforma de boletim informativo por assinatura Substack para publicar histórias em quadrinhos, ensaios e guias instrucionais de propriedade do criador nessa plataforma.

### Animação
Na animação, Ostertag trabalha desde 2014 como designer para Star vs. the Forces of Evil e como roteirista para The Owl House e ThunderCats Roar. Em outubro de 2020, ela pediu à Amazon que a deixasse fazer uma animação "centrada em crianças Hobbit no Condado". Em janeiro de 2021, foi anunciado que aNetflix estava adaptando sua história em quadrinhos, The Witch Boy, em um musical animado dirigido por Minkyu Lee.
Em 11 de dezembro de 2020, um projeto de Ostertag, para a Disney Television Animation sob o nome de Neon Galaxy, foi registrado. Em setembro de 2024, Ostertag anunciou que Neon Galaxy, uma série ambientada “em um futuro distante”, não estava avançando na Disney, observando que havia sido cancelada alguns meses antes, apesar do trabalho de produção por quatro anos e meio e da resposta positiva de “crianças que viram materiais em testes demográficos iniciais” e músicas de Betty Who. Ela também observou que é um "momento estranho e ruim" no setor de animação dos Estados Unidos, com dificuldade em obter aprovação de séries, e esperava que a Animation Guild pudesse obter ganhos da Alliance of Motion Picture and Television Producers durante as negociações para um novo contrato, e disse que "por enquanto, esta é uma despedida" para Neon Galaxy, acrescentando "talvez um dia eu volte".

### Outros escritos
De julho a setembro de 2020, Ostertag publicou uma fanfic de O Senhor dos Anéis intitulada "In All the Ways There Were", que reunia Frodo Bolseiro e Samwise "Sam" Gamgee, uma história que se tornou relativamente popular. Ela chamou a fanfic de uma extensão de sua "obsessão pelo Senhor dos Anéis", até mesmo criando uma conta alternativa no Twitter sobre o assunto, com o nome de usuário @hobbitgay, e afirmou que também está escrevendo uma fanfic romântica "recontando a série inteira do ponto de vista de Sam Gamgee". Além disso, ela declarou que via O Senhor dos Anéis como um romance e argumentou que raramente vê a exploração do “romance como transformador” retratada, na ficção, com autenticidade. Além disso, em 2019, Ostertag criou uma história em quadrinhos para fãs representando uma cena pós-créditos de The Return of the King.
Em agosto de 2021, Ostertag começou a escrever um boletim informativo no Substack sobre histórias em quadrinhos intitulado "In The Telling".
Em outubro de 2021, ela anunciou que lançaria uma história em quadrinhos intitulada "Darkest Night" em seu Substack em parcelas semanais para assinantes pagantes, que se concentraria em um relacionamento entre uma adolescente cis (Mags) e uma adolescente trans (Nessa), e mais tarde seria lançada para assinantes em geral. A história em quadrinhos será publicada em formato físico, em um livro de 480 páginas, pela Scholastic, em 2024. Ostertag chamou o processo de “trabalhoso e realmente irritante” e disse que começou a história de um “lugar de frustração”. Ela também disse ao TheGamer que não se importa em deixar “as pessoas desconfortáveis” com suas histórias e expressou o desejo de ter mais “lésbicas machonas... personagens gordos... personagens visivelmente trans... [e] homens gays superfemininos” em suas histórias que estão apenas “saindo e existindo” e disse que, apesar da abundância de mídia queer atualmente, as pessoas envolvidas em produções para grandes empresas têm “medo de errar”.

## Na mídia
Em 2014, ela apareceu no documentário She Makes Comics.

## Vida pessoal
Ostertag é gay  e se casou com o colega cartunista Nate "ND" Stevenson em setembro de 2019. Stevenson começou a trabalhar em She-Ra e as Princesas do Poder ao mesmo tempo em que começou a namorar Ostertag, que foi influente no programa "desde o início", criando uma grande reviravolta na trama na última temporada do programa.
Ostertag também é membro dos Socialistas Democratas da América e ilustrou um cartaz de campanha para a vereadora da cidade de Los Angeles, Nithya Raman.

### Histórias em quadrinhos

#### Série de histórias em quadrinhos
- Trilogia do menino bruxo
  - The Witch Boy (escritora/artista, Graphix, 2017)
  - The Hidden Witch (escritora/artista, Graphix, 2018)
  - The Midwinter Witch (escritora/artista, Graphix, 2019)
- Dungeons & Dragons: Dungeon Club[48]
  - Roll Call (escritora, arte de Xanthe Bouma, HarperCollins Children's Books, 2022) [48]

#### Outras histórias em quadrinhos
- Contos do Vigia Noturno (So What? Press, 2011–Presente)
- Rick and Morty: Lil' Poo-py Superstar #3 (Oni Press, capa variante, 2016)
  - "The Night Collector" (artista, 2013) e "Sanctuary" (personagens co-criados por, 2018)
  - "It Came from the Gowanus Canal" (artista, 2014) e "It Came from the Gowanus Canal...Again!" (personagens co-criados por, 2017)
- Shattered Warrior (artista, escrito por Sharon Shinn, Macmillan, 2017)
- The Girl from the Sea (escritora/artista, Graphix, 2021)
- Darkest Night (escritora/artista, Substack, 2021)
- The Deep Dark (escritora/artista, Graphix, 2024)

### Jogos de RPG
- Guia de Van Richten para Ravenloft (escritora, Wizards of the Coast, 2021)[49]

### Webcomics
- Alleycat (escritora/artista, 2017)
- How the Best Hunter in the Village Met Her Death (escritora/artista, 2018)
- Strong Female Protagonist (artista, escrito por Brennan Lee Mulligan, 2012–2018)
- Queens of the Steppe (escritora/artista, 2015)

## Filmografia

### Filme
| Título                         | Ano  | Papel | Notas                             |                  |      |                |                                   |
| ------------------------------ | ---- | ----- | --------------------------------- | ---------------- | ---- | -------------- | --------------------------------- |
| Título                         | Ano  | Papel | Notas                             | She Makes Comics | 2014 | Como ela mesma | Arte original neste documentário. |
| Water Dogs                     | 2014 | —     | Arte conceitual.                  |                  |      |                |                                   |
| Neil Gaiman: Dream Dangerously | 2016 | —     | Arte original neste documentário. |                  |      |                |                                   |

### Televisão
| Título                      | Ano       | Creditado como | Creditado como | Creditado como                | Papel | Notas                                                                                     |
| Título                      | Ano       | Escritor       | Diretor        | Animação/Departamento de arte | Papel | Notas                                                                                     |
| --------------------------- | --------- | -------------- | -------------- | ----------------------------- | ----- | ----------------------------------------------------------------------------------------- |
| Star vs. the Forces of Evil | 2016–2019 | Não            | Não            | Sim                           | —     | Designer de adereços em 30 episódios e designer de adereços em 4 episódios                |
| The Owl House               | 2020–2023 | Sim            | Não            | Não                           | —     | Redator da equipe em 36 episódios, roteirista em 15 episódios, e escritor em 5 episódios. |
| ThunderCats Roar            | 2020      | Não            | Sim            | Não                           | —     | Teleplay para 3 episódios.                                                                |
| Neon Galaxy                 | 2020      | Sim            | Sim            | Sim                           | —     | Criador                                                                                   |

### Web showse séries
| Título              | Ano  | Papel         | Notas                                                                      |
| ------------------- | ---- | ------------- | -------------------------------------------------------------------------- |
| Critical Role       | 2017 | Wendy Darling | Série da web Dungeons & Dragons; Episódio: "Once Upon a Fairytale Cruise"  |
| Adventuring Academy | 2019 | Ela mesma     | Podcast e websérie; Episódio: "Finishing a Campaign (with Molly Ostertag)" |